# Stockholm, Maine
Stockholm är en kommun (town) i delstaten Maine i USA. Stockholm ligger i Aroostook County i norra Maine nära gränsen till Kanada. Samhället, som grundades 1881, hette ursprungligen Upsala[källa behövs] men fick senare namnet Stockholm av nybyggare som en påminnelse om sitt forna hemland. Enligt 2020 års folkräkning hade Stockholm en befolkning på 250 invånare
I början av 1900-talet blomstrade området. Skogshuggarna hade jobb och fabrikerna tillverkade trävaror. Även folk från Kanada flyttade hit. Som mest hade Stockholm 1 300 invånare. Efter börskraschen 1929 slog fabrikerna igen och många flyttade.
Idag[när?] finns det bl.a. tre kyrkor, brandkår, en skola samt ett museum, Stockholm Historical Society and Museum.
Andra ortnamn med svensk anknytning i Aroostook County är New Sweden, Westmanland, och Jemtland.